# Neolític magribí
El Neolític al Magrib té una uniformitat cultural a tota la regió i al Sàhara, amb un neolític de tradició capsiana al Sàhara i a l'oest d'Algèria, i alhora un Neolític de Marroc i Tunísia de tradició iberomauritana; a les zones on no existia cap de les dues cultures, es troba un Neolític típic saharià-magribí.
El capsià neolític va donar pas a una cultura neolítica de tradició capsiana, caracteritzada pels micròlits, que va arribar a un gran desenvolupament cap al 3000 aC. Per la mateixa època, s'observa l'aparició d'una cultura magribí de les coves.
Per la mateixa època, a la zona sahariana i al Marroc arriba a un fort desenvolupament l'art rupestre, probablement coincidint amb el trasllat a aquestes zones de pobladors de cultura capsiana neolítica, i s'han trobat gravats notables en parets rocoses d'aquestes regions i, en general, en tota la zona entre les muntanyes dels Nemenchas fins al Marroc, passant per la regió de Djelfa, la rodalia de Tiaret, i l'Atles occidental. És un art amb molts animals (elefants, rinoceronts, búfals, lleons, girafes, antílops), que descobreixen un poble de caçadors, però també ovelles, anyells i ases, propis de pobles de pastors. Apareixen alguns esquemes de figures humanes similars als de la cultura de les coves de la península Ibèrica.
A partir del 3000 aC, estan acreditats els contactes entre Europa (la península Ibèrica) i el Magrib, i a l'inrevés. També estan acreditats contactes entre el Magrib i algunes illes (Sicília, Malta, Sardenya, Còrsega), on arribaren navegants magribins potser ja després del 2000 aC. Però, fins i tot, amb aquests viatges, la majoria de les influències culturals i les innovacions procedeixen d'Orient (per exemple, el gos i altres animals casolans, procedents d'Egipte; la ceràmica cardial; els cereals); encara més tard, s'escampa la ceràmica campaniforme sorgida a Andalusia, però d'una influència inicial oriental.
Cap al 2000 aC arribaren al Magrib, des de la península Ibèrica, diverses influències: la cultura dolmènica i la cultura del vas campaniforme (els dòlmens del Magrib són de reduïdes dimensions); les sepultures en forma de sitges o cistes, i els gravats rupestres. Les sepultures de cistes són característiques d'algunes cultures (com la cultura dels sepulcres de fossa de Catalunya), entre aquestes, la de la cultura del Argar o Agar (cap al 1500 aC), que correspon al Neolític final.
La cultura del vas campaniforme presenta algunes troballes al Magrib, però en menor nombre que al sud de la península Ibèrica. Sembla clar que el Magrib fou zona receptora d'aquesta cultura durant el Calcolític magribí cap al 1700 aC-1200 aC, època caracteritzada per una gran pobresa i una dependència de les regions mediterrànies.
Cap al 1500 aC, arribaren al Magrib guerrers armats amb espasa i javelina, que criaven cavalls, i establiren una nova cultura sobreposada a la de pastors existent. Aquests pobles bel·licosos, amb un armament similar al dels actuals tuaregs, introduïren el cavall àrab, el carro, les armes i el metall. Es tractava, segons sembla, dels pobles garamants i gètuls històrics, constructors de monuments funeraris, i que adoraven el "carner solar". Per la mateixa època, una emigració per mar d'habitants de la costa marroquí, potser fugint dels invasors, va poblar les Illes Canàries. Aquests emigrants presentaven trets racials cromanyonoides, conservats també al Marroc. També a la mateixa època, la regió va sofrir múltiples influències mediterrànies: els dòlmens d'Algèria i Tunísia deriven dels del sud d'Itàlia i Sardenya; els sepulcres excavats a les roques (Hauanet) del nord de Tunísia semblen també ser originaris del sud d'Itàlia; la ceràmica modelada i pintada (anomenada berber o cabila), estesa per tot el Magrib, procedeix d'Orient a través de Sicília.
A l'època en què acaba el Neolític magribí, la població local era sedentària, amb grans necròpolis; practicava l'agricultura i la ramaderia i modelaven i decoraven la ceràmica inspirats en tècniques de la Mediterrània oriental. La civilització urbana feia els seus primers passos.